# Quản lý khóa
Trong mật mã học, quản lý khóa bao gồm tất các hoạt động liên quan tới việc tạo ra, trao đổi, lưu trữ, bảo vệ, xác nhận và thay thế khóa.
Quản lý khóa có vai trò cực kỳ quan trọng đối với an ninh của các hệ thống dựa trên mật mã. Trên thực tế đây cũng là khía cạnh khó thực hiện nhất trong các hệ thống mật mã vì nó liên quan tới rất nhiều yếu tố: từ chính sách hệ thống, đào tạo người dùng tới cách thức trao đổi thông tin giữa các tổ chức và người dùng.
Rất nhiều yếu tố quan trọng góp phần trong việc quản lý khóa thành công lại không thuộc về phạm vi của mật mã học mà lại thuộc về lĩnh vực quản lý. Chính điều này lại làm cho việc thực hiện thành công chính sách quản lý khóa thêm phức tạp. Cũng vì nguyên nhân này mà phần lớn các tấn công vào các hệ thống mật mã là nhằm vào cách thức quản lý khóa hơn là tấn công vào các kỹ thuật mật mã.